# British School at Rome

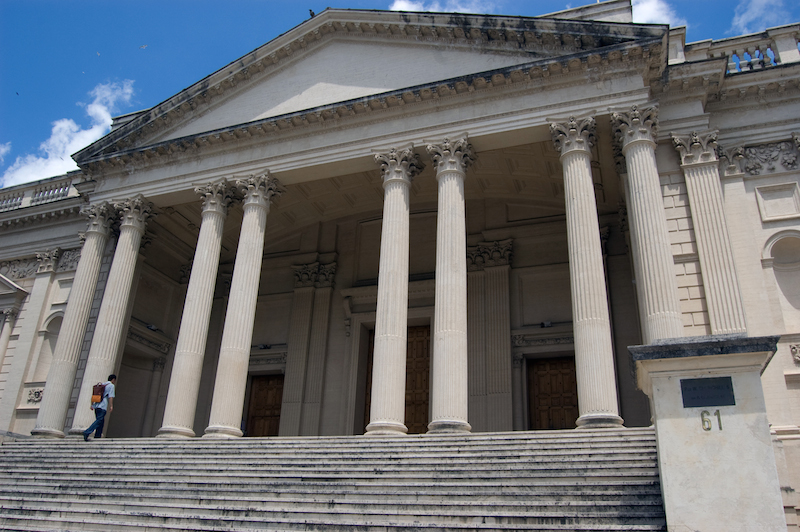
British School at Rome

The British School at Rome (BSR) ist ein britisches Institut in Rom, das Archäologie, Literatur- und Musikwissenschaft, römische und italienische Geschichte, die feinen Künste und Architektur fördert und eigene Forschungen betreibt. Finanziert wird es durch die Britische Akademie.

Es ist eines von zahlreichen internationalen Forschungsinstituten in Rom, die sich mit der Antike, insbesondere mit Klassischer Archäologie befassen, ähnlich dem Deutschen Archäologischen Institut in Rom. 

## Geschichte
Die British School wurde auf Grund einer von der British School at Athens im Jahr 1899 ausgehenden Initiative 1901 gegründet und erhielt 1912 ein Royal Charter als Bildungsinstitut, das 1996 erneuert wurde. Anfangs residierte die British School im Palazzo Odescalchi. Das Institut zog 1916 in ein von Edwin Lutyens errichtetes Gebäude am Valle Giulia im Parioli-Viertel, das auf den britischen Pavillon der Internationalen Ausstellung Esposizione internazionale d’arte des Jahres 1911 in Rom zurückgeht und dessen Fassade die Westfront der Kirche Sankt Paul vor den Mauern nachbildet.
Während des Zweiten Weltkriegs war die British School geschlossen, wurde aber 1945 unter der Leitung von John Bryan Ward-Perkins wiedereröffnet. Ward-Perkins leitete und prägte die Schule bis 1972. Unter den Direktoren waren weitere namhafte Archäologen, allen voran Thomas Ashby, der sich bereits 1901 als erster Student des Instituts einschrieb und eine treibende Kraft bei der Entwicklung und dem Ausbau der British School wurde. Von 1903 bis 1906 war Ashby Zweiter Direktor, von 1906 bis 1925 Erster Direktor, unterbrochen lediglich von der Zeit seines Armeedienstes im Ersten Weltkrieg. 

## Liste der Direktoren
- Gordon McNeil Rushforth (1901–1903)
- Henry Stuart Jones (1903–1905)
- Thomas Ashby (1906–1925)
- Bernard Ashmole (1925–1928)
- Arthur Smith (1928–1930, 1932)
- Ian Archibald Richmond (1930–1932)
- Colin Hardie (1933–1936)
- Ralegh Radford (1936–1939)
- Kein Direktor während des Zweiten Weltkrieges (1939–1945)
- John Bryan Ward-Perkins (1945–1974)
- David Whitehouse (1974–1984)
- Donald A. Bullough (1984)
- Graeme Barker (1984–1988)
- Richard Hodges (1988–1995)
- Andrew Wallace-Hadrill (1995–2009)
- Christopher Smith (2009–2017)
- Stephen J. Milner (2017–2020)
- Chris Wickham (2020–2021)
- Abigail Brundin (seit September 2021)